# Wanadsor
Wanadsor (armenisch Վանաձոր) ist die Hauptstadt der Provinz Lori in Armenien und zugleich drittgrößte Stadt des Landes. Sie ging ursprünglich aus dem zur Stadt gewachsenen Dorf Gharakilisa hervor und hieß in sowjetischer Zeit von 1935 bis 1992 Kirowakan. Die Stadt ist 125 km per Straße und 224 km per Schiene von der armenischen Hauptstadt Jerewan entfernt.

## Geografie und Lage
Mit 84.400 Einwohnern in der gesamten Gemeinde (Stand 2023), wovon 76.000 im städtisch geprägten Gemeindezentrum leben, ist Wanadsor die drittgrößte Stadt Armeniens, nach Jerewan und Gjumri. Sie erstreckt sich in einem Tal zwischen dem Pambak- und dem Bazum-Gebirge. Durch die Stadt fließen die Flüsse Wanadsor, Pambak und Tandsut.
Die nächstgelegenen Städte, mit Entfernung jeweils von Zentrum zu Zentrum, sind Spitak (ca. 22 km), Dilidschan (ca. 36 km), Stepanawan (ca. 37 km), Alawerdi (ca. 50 km) und Taschir (ca. 51 km). Zur georgischen Grenze sind es über die M3 ca. 64 km. Während es ins Zentrum von Jerewan ca. 117 km Entfernung sind, ist die georgische Hauptstadt Tiflis ca. 157 km entfernt.

## Etymologie
Bis 1828 bestand in Wanadsor eine Schwarze Kirche, an deren Stelle 1831 aus den Steinen der Vorgängerkirche ein Neubau errichtet wurde. Die Stadt trug nach diesem Gebäude ursprünglich den Namen Karakilisa (Ղարաքիլիսա) bzw. auf Russisch Karaklis (Караклис), was auf Turkisch „Schwarze Kirche“ bedeutet. Nach dem Tod von Sergei Kirow 1934 wurde sie ihm zu Ehren 1935 in Kirowakan (Կիրովական, Кировакан) umbenannt. Nach der Unabhängigkeit Armeniens wurde der Name in Wanadsor geändert, benannt nach dem Fluss Wanadsor, welcher auf dem Gebiet der Stadt in den Fluss Tandsut und schließlich in den Pambak fließt. Der Name Wanadsor leitet sich von Wank (Kloster) und „dsor“ (Tal) ab, also Tal des Klosters.

## Geschichte
Die Region um die heutige Stadt Wanadsor ist mindestens seit der Bronzezeit besiedelt. Die mittelbronzeitliche Trialeti-Wanadsor-Kultur ist nach der Stadt benannt. Ausgrabungen wurden im Stadtgebiet bereits im 19. Jh. durchgeführt, wobei viele der Grabungen als Notgrabungen im Zuge von Baumaßnahmen stattfanden und daher heute überbaut sind. Als bekannte Ausgrabungsorte sind vor allem der Hügel Tagavoranist im Nordosten der Stadt, am Zusammentreffen der Flüsse Pambak und Tandsut, zu nennen sowie der etwa 1 km weiter südlich am Fluss Tandsut gelegene Hügel Mashtotsi blur.
Aus der hellenistischen Zeit sind in der Region Funde von Grenzsteinen des armenischen Königs Artaxias I. zu nennen. Es ist daher davon auszugehen, dass hier im 2. Jh. v. Chr. die Nordgrenze Armeniens verlief. Zu dieser Zeit gehörte das heutige Stadtgebiet zur Provinz Gugark.
Im Mittelalter war Wanadsor Teil des armenischen Königreichs Lori, bis dieses, wie das gesamte heutige Armenien, im Laufe des 12. Jh. an das Königreich Georgien fiel. In den folgenden Jahrhunderten war die Region Teil des mongolischen Ilchanats und des Reichs der persischen Safawiden. Im 18. Jh. wurde es Teil des unabhängig gewordenen georgischen Königreichs Kartlien-Kachetien, welches 1801 per Dekret des russischen Zaren annektiert wurde.
1849 wurde die Region dem neugegründeten Gouvernement Eriwan angeschlossen.
1899 wurde Karaklis an die Bahnstrecke Tiflis–Kars angeschlossen, welche 1902 nach Jerewan erweitert wurde.
Nach dem Ausscheiden Russlands aus dem Ersten Weltkrieg marschierten die Osmanen unter Missachtung des Friedensvertrags von Brest-Litowsk im Mai 1918 in den armenischen Teil der Transkaukasischen Demokratisch-Föderativen Republik ein mit der Absicht den Südkaukasus zu erobern. Dabei wurden die Osmanen in drei etwa gleichzeitig stattfindenden Schlachten trotz zahlenmäßiger Überlegenheit von den Armeniern geschlagen. Neben den Schlachten von Sardarapat und Abaran fand bei Wanadsor die Schlacht von Karakilisa statt, wodurch 3 Jahre nach dem Beginn des Völkermords an den Armeniern womöglich eine völlige Zerschlagung der armenischen Nation verhindert wurde.
1926 hatte Karaklis 8.640 fast ausschließlich armenische Einwohner.
1935 erfolgte zu Ehren des im Vorjahr verstorbenen sowjetischen Parteifunktionärs Sergei Kirow die Umbenennung in Kirowakan.

Am 7. Dezember 1988 erschütterte ein schweres Erdbeben die Region Lori im Norden der Armenischen Sozialistischen Sowjetrepublik, bei dem 25.000 Menschen ums Leben kamen. Auch das damalige Kirowakan erlitt schwere Schäden. 
1992 erfolgte die Umbenennung der Stadt in Wanadsor.

## Wirtschaft und Verkehr

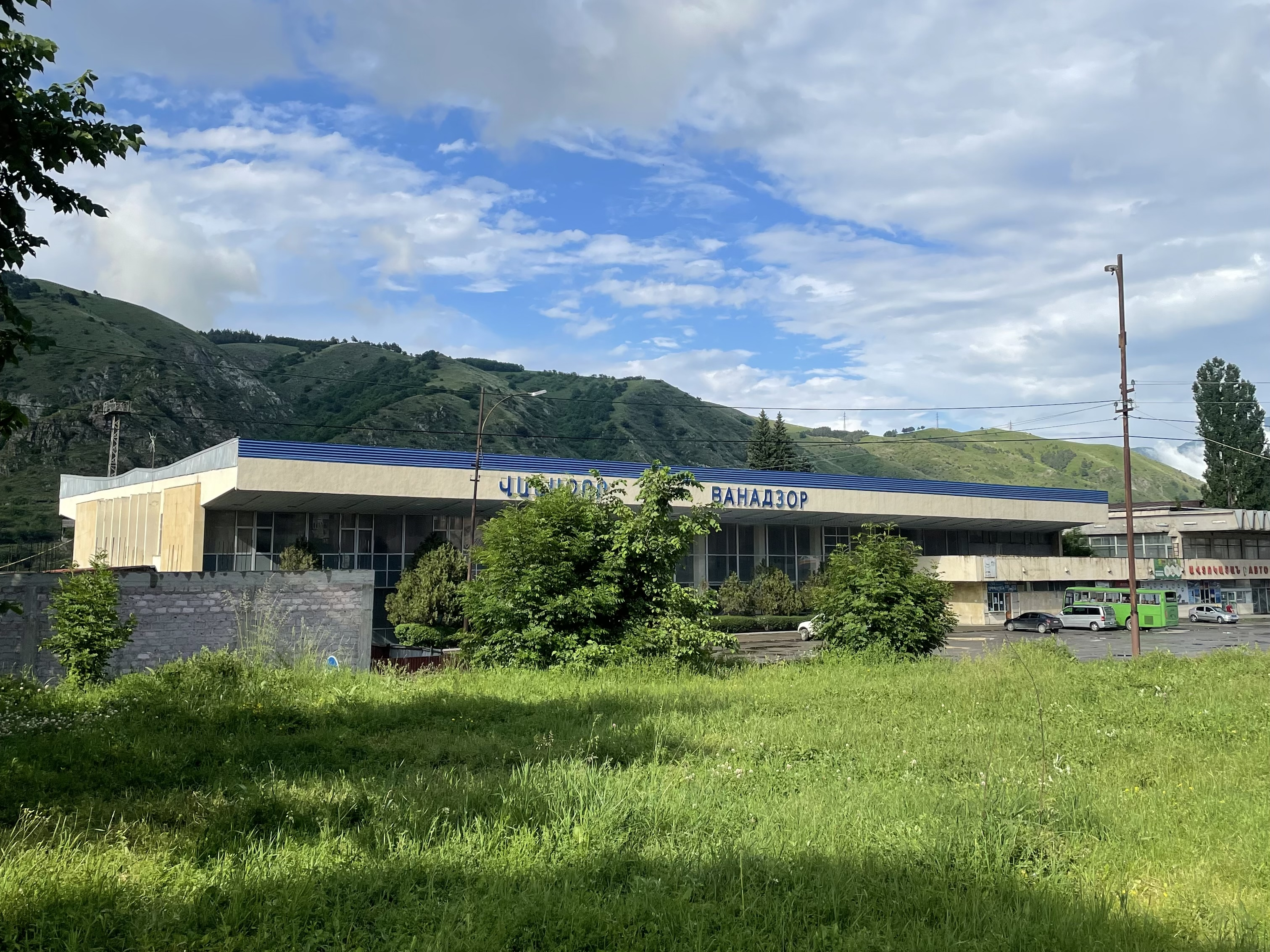
Bahnhofsgebäude, 2022

In Wanadsor waren seit der Sowjetzeit vor allem chemische Industrie und Maschinenbau vertreten, welche seit dem Zusammenbruch der Sowjetunion stark zurückgegangen sind. Heute besteht u. a. Textilindustrie mit der größten Textilfabrik Armeniens des 1977 gegründeten Unternehmens „Gloria“ oder mit dem 2022 gegründeten armenisch-italienischen Unternehmen „ITEX“. Ferner ist im Bereich der Textilindustrie das 1990 gegründete Unternehmen „Sarton“ mit mehreren Hundert Angestellten erwähnenswert.
Nahe dem Zentrum der Stadt kreuzen sich die Fernstraßen M8 und M6. Durch den Westen Wanadsors verläuft die M3.
Die Stadt besitzt einen Bahnhof an der Bahnstrecke Tiflis–Jerewan. Direkt neben dem Bahnhof befinden sich Haltestellen für Busse, Sammeltaxis („Marschrutka“) und Taxis. In der Stadt gibt es (Stand 2024) einen „DHL Express Service Point“ in der Tigran Mets Avenue. Der nationale Postbetreiber HayPost verfügt über mehrere Standorte in Wanadsor.

## Bildung
Wanadsor ist Sitz zweier Universitäten, der Staatlichen Universität Wanadsor, gegründet 1969 und benannt nach Howhannes Tumanjan (1869–1923), sowie die private Armenisch-Russische Internationale Universität, gegründet 1995 und benannt nach Mchitar Gosch (1130–1213). Daneben besitzen sowohl die Nationale Polytechnische Universität Armeniens als auch die Armenische Nationale Landwirtschaftsuniversität, die ihren Hauptsitz in Jerewan haben, jeweils einen Campus in der Stadt.
Die Stadt verfügt über fünf Bibliotheken, vier Kunst-, drei Musik- und zehn Sportschulen.

## Kultur
Im „Charles Aznavour-Kulturpalast Wanadsor“ finden Konzerte statt. Das ebenfalls innerstädtisch gelegene Staatliche Dramatische Theater Wanadsor „Hovhannes Abeljan“ ist ebenfalls eine kulturell bedeutende Institution der Stadt. Schauspielerische Darbietungen für Kinder werden im „Puppentheater Wanadsor“ geboten. Mindestens ein Kino wird (Stand 2024) in der Stadt betrieben.
Wanadsor ist Sitz des Armenian Constitutional Right-Protective Centre.

## Parkanlagen
Größere, innerhalb der Stadt gelegene Parks sind der „Sayat Nova-Park“, der „Apothekenpark“, der „Eisenbahnerpark“ und der „Dimaz-Park“. Im Süden befindet sich neben einem Wandergebiet der Botanische Garten von Wanadsor. Nicht weit davon entfernt gibt es den „Boo Mountain Bike Park“. Kleinere Parkanlagen sind der „Park der Befreier“ oder der „Mutter und Kind-Park“.

## Galerie

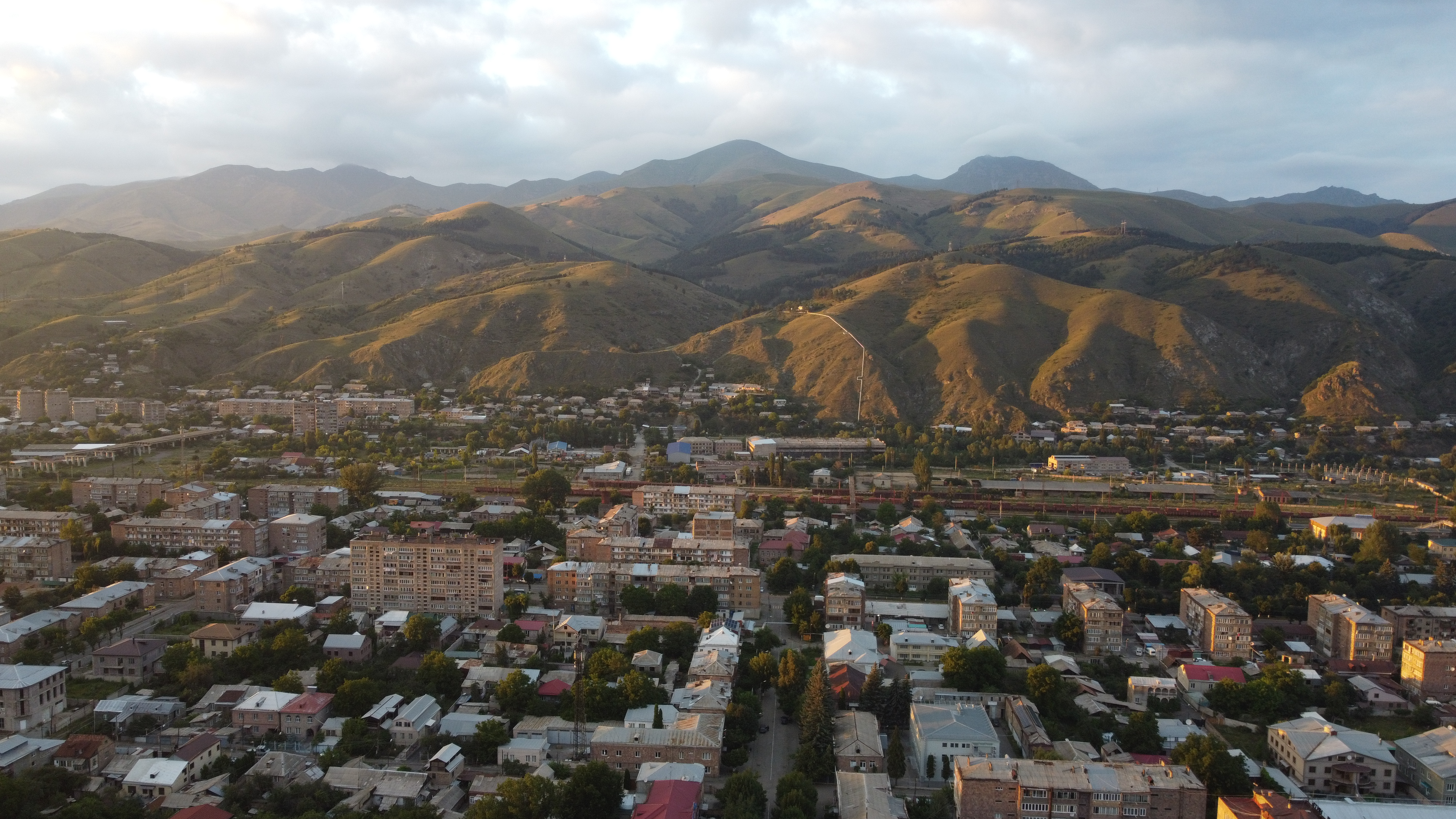
Stadtansicht, 2021
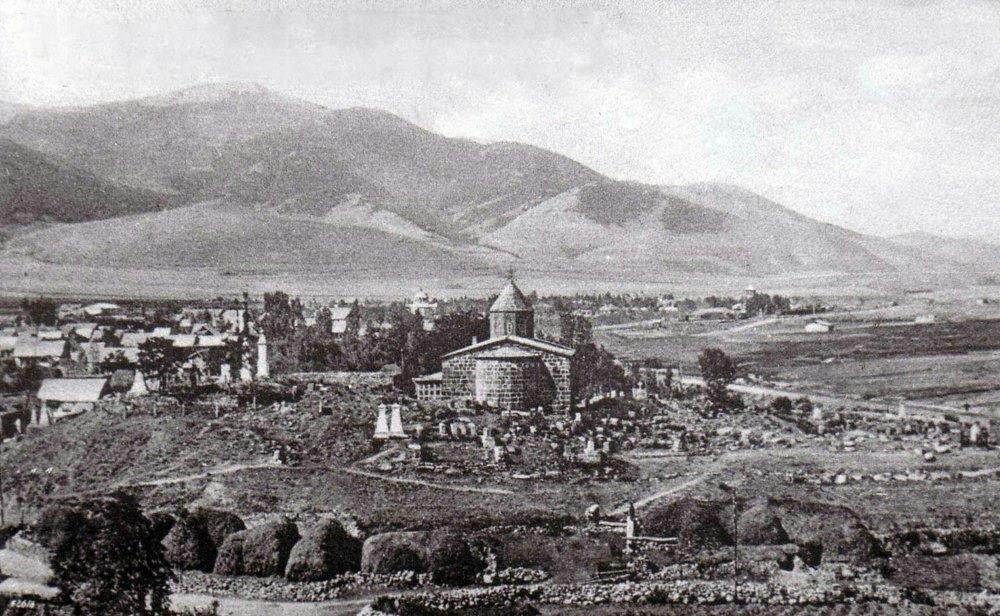
Historisches Foto der Kirche „Heilige Mutter Gottes“ von Wanadsor, zw. 1900–1907
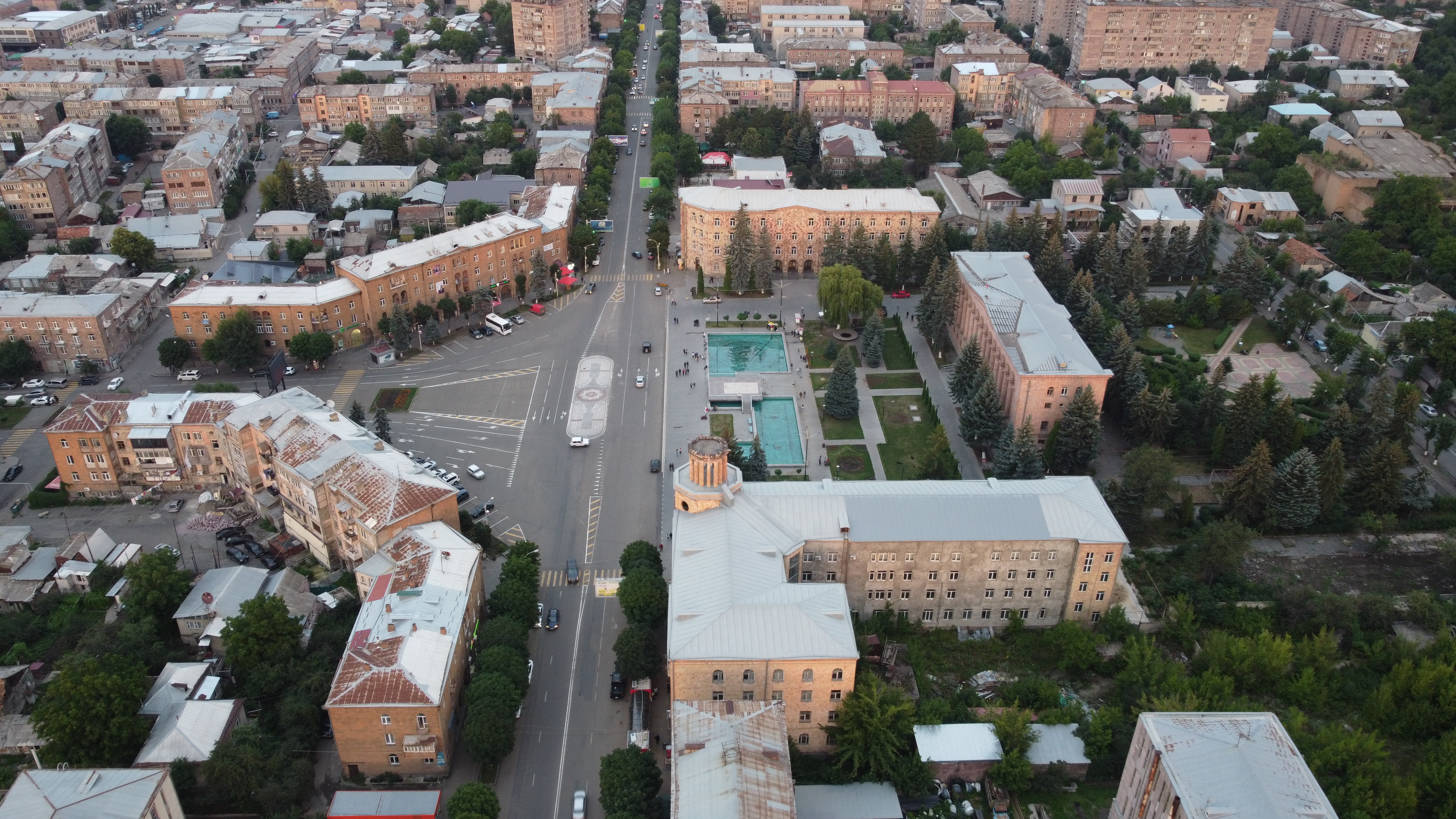
Hajk-Platz, 2021
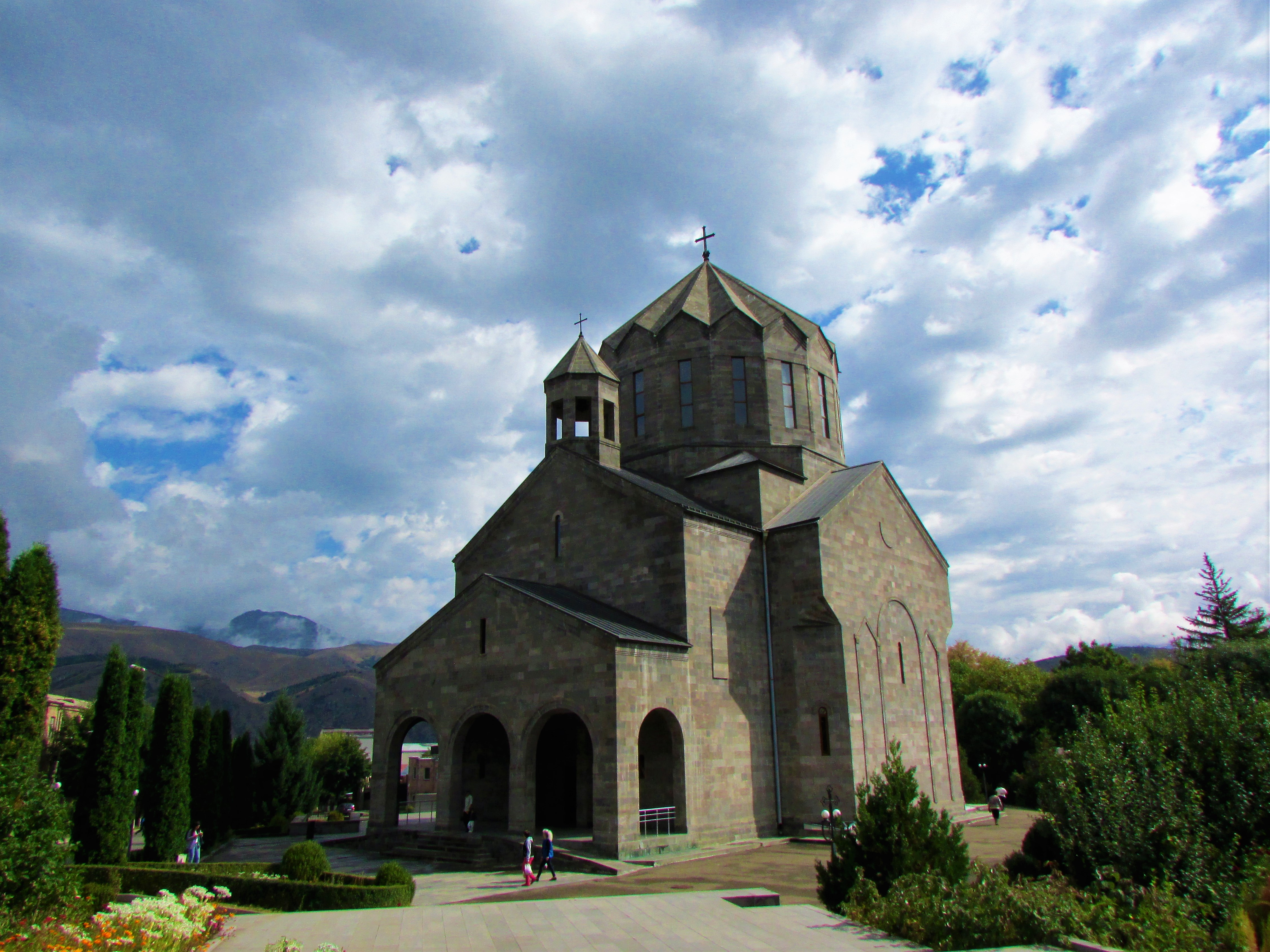
Kirche „Gregor von Narek“, 2019
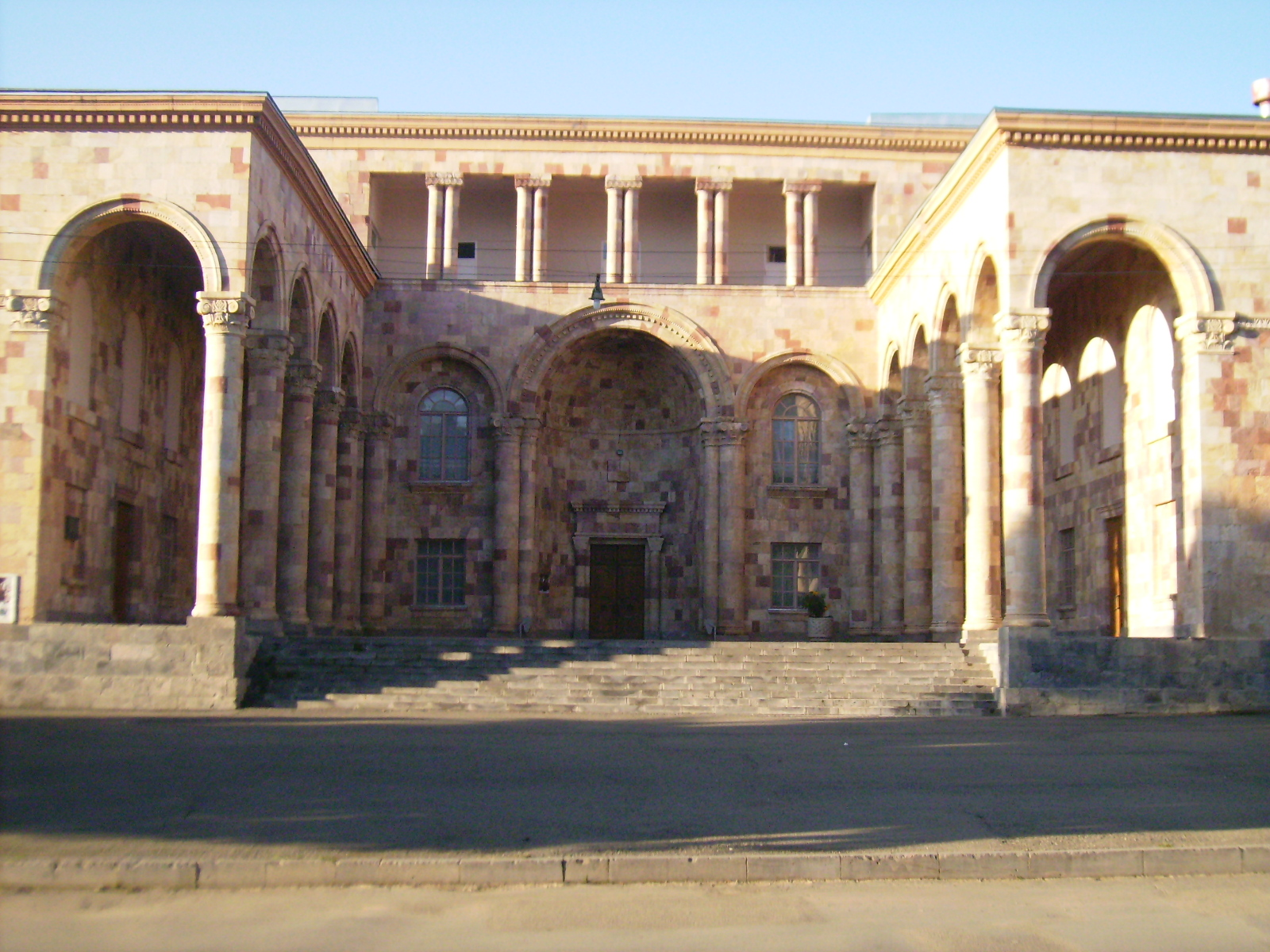
„Kulturpalast“ (Konzertsaal), 2009
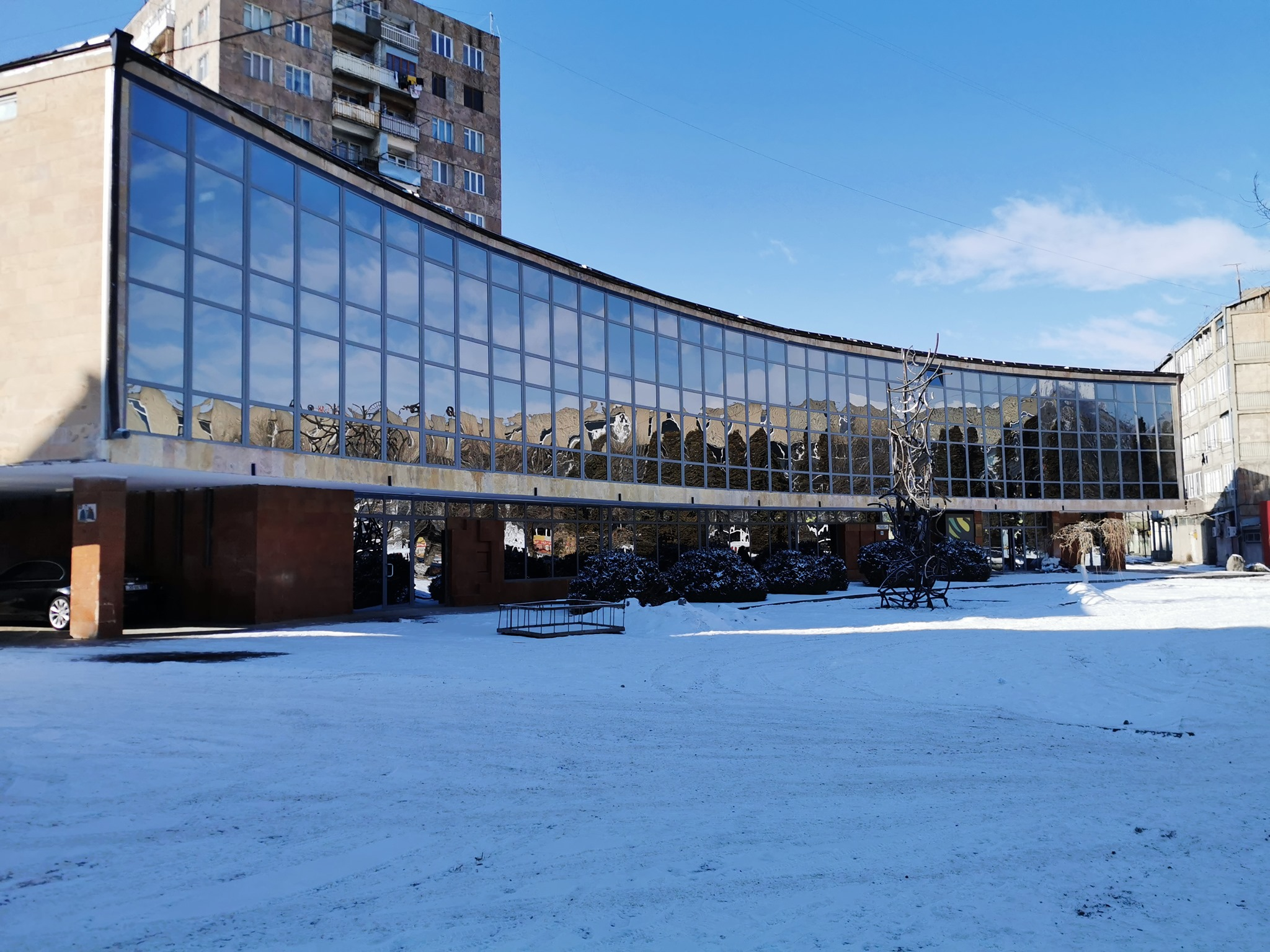
Kunstmuseum, 2020
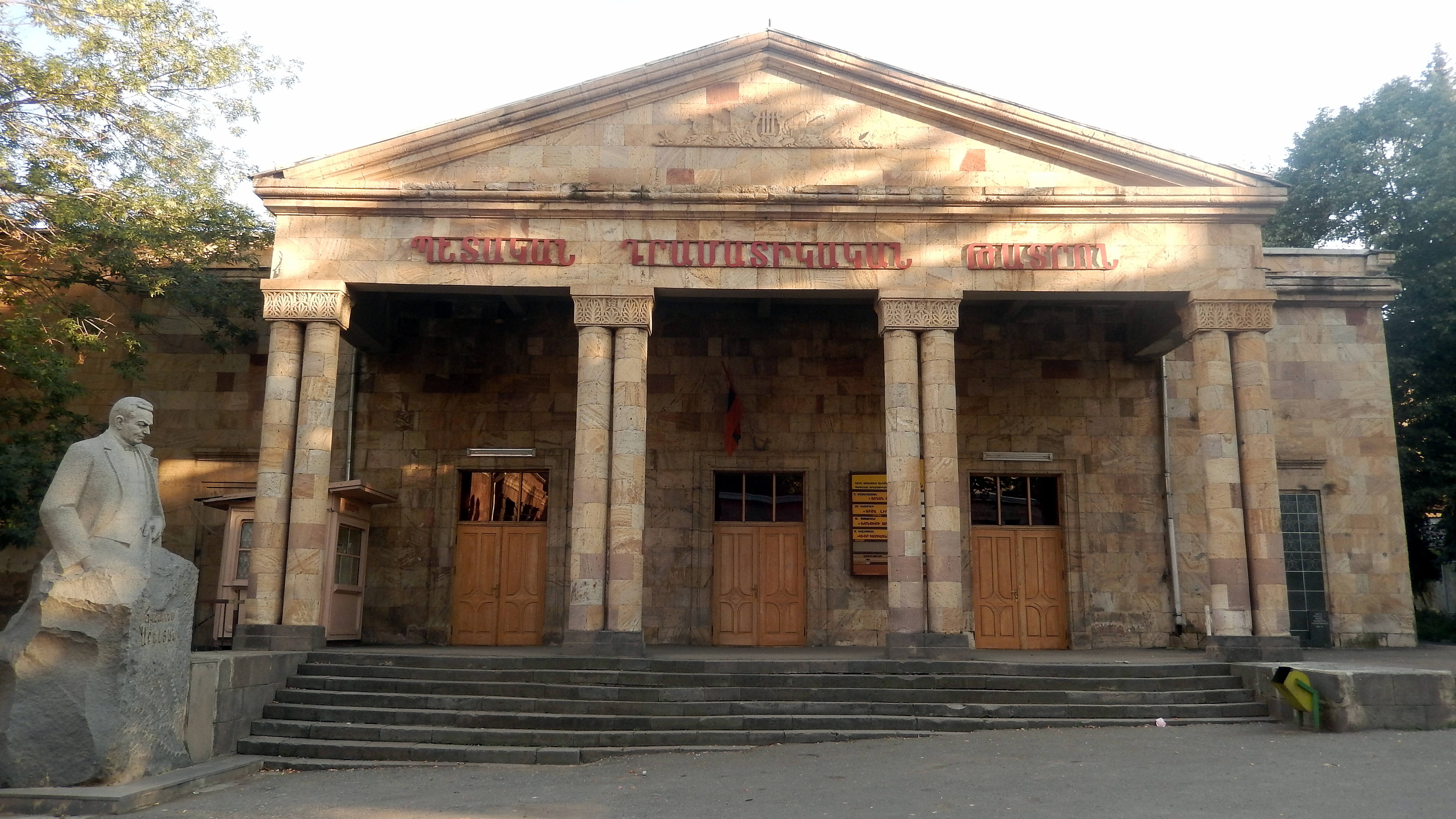
Theater, 2014
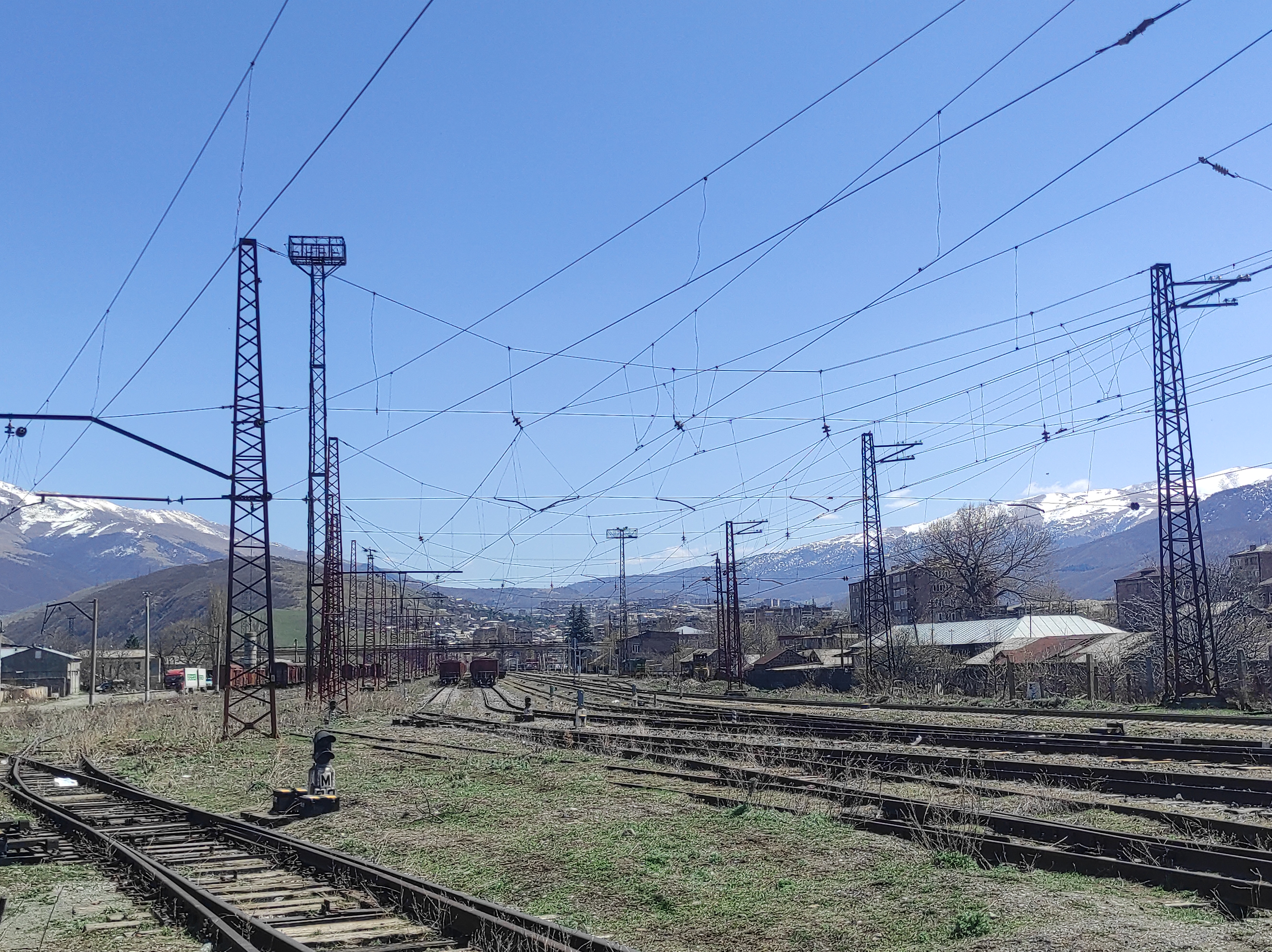
Bahngleise, 2022

## Partnerstädte
Wanadsor listet folgende Partnerstädte auf:
| Stadt      | Land                            | seit |
| ---------- | ------------------------------- | ---- |
| Bagneux    | Île-de-France, Frankreich       | 1967 |
| Batumi     | Adscharien, Georgien            | 2006 |
| Kislowodsk | Nordkaukasus, Russland          | 2005 |
| Maardu     | Harju, Estland                  | 2007 |
| Pasadena   | Kalifornien, Vereinigte Staaten | 1992 |
| Podolsk    | Zentralny, Russland             | 2004 |
| Wizebsk    | Belarus                         | 2012 |
| Xuzhou     | Huadong, Volksrepublik China    | 2001 |
| Zqaltubo   | Imeretien, Georgien             | 2022 |

## Söhne und Töchter der Stadt
- Stepan Sorjan (1889–1967), armenischer Schriftsteller
- Aram Nalbandjan (1908–1987), armenischer Physikochemiker
- Teresa Mirsojan (1922–2016), armenische Bildhauerin und Hochschullehrerin
- Grigor Hachinjan (1926–1991), armenischer Komponist und Musikpädagoge
- Albert Asarjan (1929–2023), armenischer Turner
- Jelena Melkumjan (* 1944), sowjetische bzw. russische Orientalistin, Politologin und Hochschullehrerin
- Sergei Alifirenko (* 1959), russischer Sportschütze
- Aram Manukjan (* 1957), armenischer Politiker und Abgeordneter (HHS, HAK)
- Tigran Sargsjan (* 1960), armenischer Politiker, Ministerpräsident der Republik Armenien von 2008 bis 2014
- Hratsch Martirosjan (* 1964), armenischer Linguist
- Lernik Papjan (* 1966), armenischer Boxer
- Artur Mikaeljan (* 1970), griechisch-armenischer Amateur-Boxer
- Gor Mchitarjan (* 1973), armenischer Sänger und Songwriter
- Vic Darchinyan (* 1976), armenischer Profiboxer
- Karine Sargsyan (* 20. Jahrhundert), armenisch-österreichische Medizinerin, Genetikerin, Forschungsmanagerin und Biobank-Betreiberin
- Roman Mitichyan (* 1978), US-amerikanisch-armenischer Mixed Martial Arts-Kampfsportler
- Anna Nasiljan (* 1980), armenische Mittelstreckenläuferin
- Edmon Marukjan (* 1981), armenischer Rechtsanwalt, Politiker (LH), Abgeordneter und Sonderbotschafter
- Edgar Geworgjan (* 1982), armenischer Gewichtheber
- Aram Pachyan (eigtl. Sewak Tamamjan) (* 1983), armenischer Schriftsteller
- Hratschik Jawachjan (* 1984), armenischer Boxer
- Arsen Sargsjan (* 1984), armenischer Weitspringer
- Nareh Arghamanyan (* 1989), armenische Pianistin
- Arman Dartschinjan (* 1994), armenischer Boxer
- Rosa Linn (* 2000), armenische Sängerin und Songwriterin

## Klimatabelle
|                       | Jan   | Feb   | Mär   | Apr  | Mai  | Jun  | Jul  | Aug  | Sep  | Okt  | Nov   | Dez   |   |      |
| Mittl. Tagesmax. (°C) | 1,5   | 2,8   | 7,0   | 13,5 | 18,4 | 21,0 | 23,3 | 23,8 | 20,5 | 16,5 | 9,4   | 4,3   | ⌀ | 13,6 |
| Mittl. Tagesmin. (°C) | −18,0 | −17,0 | −13,0 | −5,0 | 0,0  | 4,0  | 7,0  | 7,0  | 2,0  | −3,0 | −10,0 | −16,0 | ⌀ | −5,1 |
|                       |       |       |       |      |      |      |      |      |      |      |       |       |   |      |
| Niederschlag (mm)     | 18    | 25    | 36    | 63   | 96   | 95   | 58   | 43   | 32   | 47   | 33    | 19    | Σ | 565  |
|                       |       |       |       |      |      |      |      |      |      |      |       |       |   |      |
| Regentage (d)         | 7     | 9     | 11    | 13   | 19   | 17   | 12   | 9    | 10   | 10   | 8     | 7     | Σ | 132  |

| −18,0 |

| −17,0 |

| −13,0 |

| −5,0 |

| 0,0 |

| 4,0 |

| 7,0 |

| 7,0 |

| 2,0 |

| −3,0 |

| −10,0 |

| −16,0 |

| −18,0 |

| −17,0 |

| −13,0 |

| −5,0 |

| 0,0 |

| 4,0 |

| 7,0 |

| 7,0 |

| 2,0 |

| −3,0 |

| −10,0 |

| −16,0 |